# Saint-Alban-de-Montbel
Saint-Alban-de-Montbel är en kommun i departementet Savoie i regionen Auvergne-Rhône-Alpes i sydöstra Frankrike. Kommunen ligger i kantonen Le Pont-de-Beauvoisin som tillhör arrondissementet Chambéry. År 2022 hade Saint-Alban-de-Montbel 685 invånare.

## Befolkningsutveckling
Antalet invånare i kommunen Saint-Alban-de-Montbel
| Referens: INSEE |